# Qafasābād
Qafasābād (persiska: قفس آباد, كَبسَبَد, كابَس آباد, فِيز آباد, قَبَس آباد) är en ort i Iran.   Den ligger i provinsen Zanjan, i den nordvästra delen av landet, 230 km väster om huvudstaden Teheran. Qafasābād ligger 2 105 meter över havet och antalet invånare är 487.
Terrängen runt Qafasābād är kuperad åt nordost, men åt sydväst är den platt.Runt Qafasābād är det ganska tätbefolkat, med 78 invånare per kvadratkilometer. Närmaste större samhälle är Falj, 10,5 km nordost om Qafasābād. Trakten runt Qafasābād består i huvudsak av gräsmarker.